# Anne Innis Dagg

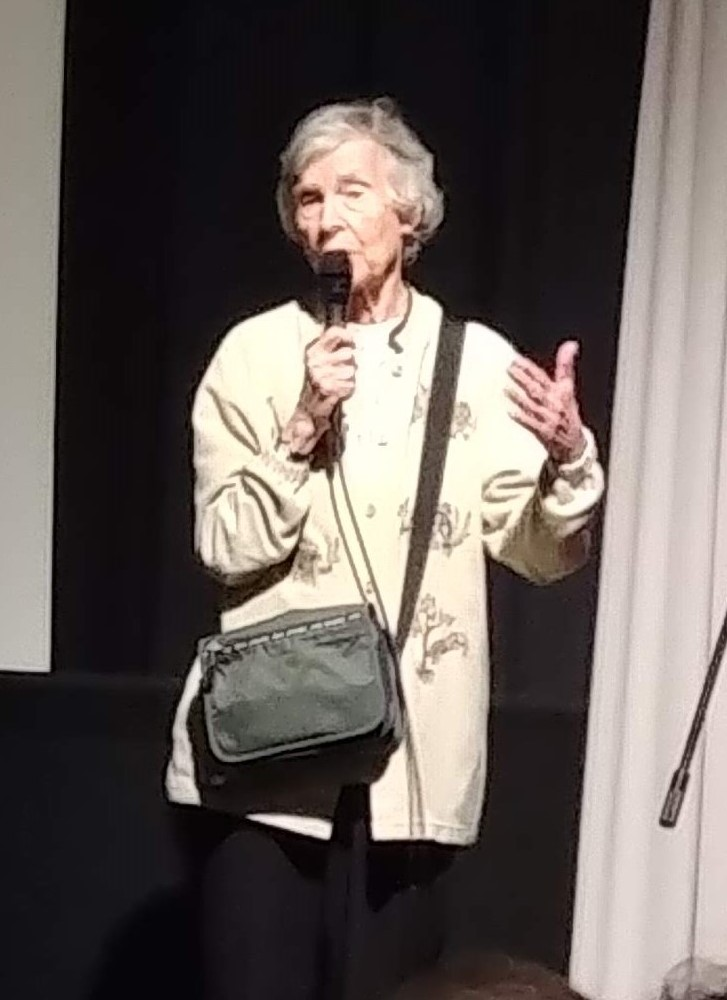
Anne Innis Dagg (2018)

Anne Christine Innis Dagg, CM, (* 25. Januar 1933 in Toronto; † 1. April 2024) war eine kanadische Zoologin und Autorin.
Dagg gilt als die erste Zoologin, die das Verhalten von Giraffen in freier Wildbahn erforschte, weshalb man sie als Jane Goodall der Giraffen bezeichnet. Darüber hinaus publizierte sie umfangreich über Kamele, Primaten sowie die kanadische Tierwelt und schrieb über den Gender Bias in der akademischen Welt.

## Biographie

### Frühe Jahre und Ausbildung
Anne Innis wurde 1933 als jüngstes von vier Kindern geboren. Die Mutter war Mary Quayle Innis, eine Autorin von Kurzgeschichten und Büchern zu historischen Themen, Von 1955 bis 1964 war sie Dekanin für Frauen am University College der University of Toronto. Der Vater, Harold Innis, war Professor für politische Ökonomie an der Uni Toronto.
1955 schloss Anne Innis ihr Studium an der Uni Toronto mit einem B.A. in Biologie ab und erhielt eine Goldmedaille als Anerkennung für ihre akademische Leistung. Anschließend erwarb sie einen Master in Genetik. Nach Feldforschungen in Afrika begann Dagg ihre Promotion zum Thema Tierverhalten an der University of Waterloo und schloss 1967 ihr Studium ab.

### Beruflicher Werdegang
Schon als Kind begann Anne Dagg nach Besuchen im Brookfield Zoo bei Chicago sich besonders für Giraffen zu interessieren. Mitte der 1950er Jahre reiste sie allein nach Südafrika, um Giraffen in freier Wildbahn zu beobachten. Auslöser für die Reise war, wie sie 1974 in einem Interview sagte, der „enorme Drang, Giraffen frei herumlaufen zu sehen, anstatt in Zoos eingesperrt“. Sie hatte zuvor Regierungsbeamte in verschiedenen afrikanischen Ländern kontaktiert und um Erlaubnis gebeten, die Tiere in ihrem natürlichen Lebensraum zu studieren. Sie erhielt nur Absagen, auch mit der Begründung, dass diese Arbeit nicht für Frauen geeignet sei. Schließlich unterschrieb Dagg ihre Briefe lediglich mit „A. Innis“, ohne zu erwähnen, dass sie eine Frau ist. Der Besitzer der Fleur de Lys Ranch erlaubte ihr, auf seinem Land in der Nähe des Kruger-Nationalparks Giraffen zu beobachten. Als ihm klar wurde, dass sie eine Frau ist, zog er aber seine Genehmigung zurück.
Dagg reiste per Schiff nach Südafrika und nahm ihren Ford Prefect mit, den sie Camelo taufte. Als der Farmer ihren Besuch ablehnte, fuhr sie nach Grahamstown, wo sie in der Bibliothek der Rhodes University Literatur über Giraffen las. Über Wochen schrieb sie dem Farmer mehrmals pro Woche, bis er ihr erlaubte zurückzukehren und im Haus seiner Familie zu wohnen; im Gegenzug sollte sie für ihn Büroarbeiten erledigen. Dagg erhielt Zugang zu 33.000 Hektar Wald und Busch, die von 95 Giraffen besucht wurden.
Dagg verbrachte täglich bis zu zehn Stunden mit Camelo im Feld, filmte die Tiere und machte sich umfangreiche Notizen über alle Aspekte des Giraffenverhaltens, ihre Nahrung und die Interaktionen. Sie war der erste Forscher, der homosexuelles Verhalten bei Tieren beschrieb. Zwar hatte schon George Murray Levick in den 1910er Jahren ein solches Verhalten bei Pinguinen erkannt, seine Erkenntnisse dazu aber auf Griechisch veröffentlicht, um sie nicht für jedermann zugänglich zu machen, sondern nur für „educated gentlemen“. Als Dagg 1984 eine Übersicht über Homosexualität bei 125 verschiedenen Tierarten veröffentlichte, war sie immer noch die einzige Zoologin, die sich mit dem Thema beschäftigte.
Zusätzlich reiste Anne Dagg nach Tanganjika und Kenia, um weitere Giraffenpopulationen zu beobachten. 1958 veröffentlichte sie ihren Artikel The Behaviour of the Giraffe, Giraffa Camelopardalis, in the Eastern Transvaal in der Zeitschrift Proceedings of the Zoological Society of London, der erste wissenschaftliche Artikel über ein afrikanisches Säugetier, der jemals veröffentlicht wurde.
Nach ihrer Rückkehr nach Kanada begann sie ihre Doktorarbeit zum Thema Gaits and Their Development in the Infraorder Pecora an der University of Waterloo, die sie 1967 abschloss. In ihrer Arbeit analysierte und verglich sie die Gangarten von Giraffen und anderen großen Säugetieren. 1967 wurde ihr Buch The Giraffe: Its Biology, Behavior and Ecology veröffentlicht, das sie gemeinsam mit dem Ökologen J. Bristol Foster verfasst hatte und als grundlegendes Werk zum Thema Giraffen angesehen wird.
In den späten 1960er Jahren richtete Anne Dagg zudem ihr Interesse auf die heimische kanadische Fauna. Im Jahr 1972 gründete sie den Verlag Otter Press in Waterloo, Ontario. Die erste Veröffentlichung war das Buch Matrix Optics ihres Ehemanns Ian Dagg, gefolgt 1974 von ihrem eigenen Buch über kanadische Wildtiere Mammals of Waterloo and South Wellington Counties, das sie gemeinsam mit Craig A. Campbell verfasste. 1985 schrieb Dagg Harems and Other Horrors. Sexual Bias in Behavior Biology über das geschlechtsspezifische Framing von Tierverhalten, in dem sie den zunehmenden Anthropomorphismus von tierischem Verhalten kritisierte, wenn etwa weibliches Paarungsverhalten bei Tieren als „schüchtern“ oder „kokett“ beschrieben wird.
Dagg hat über 60 begutachtete wissenschaftliche Arbeiten zu Themen wie Verhalten von Säugetieren, Soziobiologie, Homosexualität, Feminismus, Sexismus an Universitäten und die Rechte von Tieren veröffentlicht sowie 20 Bücher zu verwandten Themen. Auch erforschte sie das Verhalten anderer Tiere wie das von Kamelen, Primaten und kanadischen Wildtieren. Von 1968 bis 1972 unterrichtete sie als Assistenzprofessorin am Department of Zoology der University of Guelph unter anderem Kurse in Mammalogie und Wildtiermanagement. Die In den folgenden Jahren war sie für das Integrated Studies Programm der University of Waterloo tätig, das sie von 1986 bis 1989 leitete, bevor sie akademische Beraterin wurde.
2006 veröffentlichte Anne Innis Dagg das Buch Pursuing Giraffe: A 1950s Adventure, in dem sie von ihrer Zeit in Südafrika berichtet. Die in Toronto lebende Filmemacherin Alison Reid wurde von dieser Geschichte inspiriert und drehte den Dokumentarfilm The Woman Who Loves Giraffes, der 2018 veröffentlicht wurde. Nach der Veröffentlichung des Films entschuldigte sich die University of Guelph in aller Form bei Dagg und richtete die Dr. Anne Innis Dagg Summer Research Scholarship ein, um Frauen zu unterstützen, die im Grundstudium Zoologie oder Biodiversität studieren. 2020 gründete Anne Innis Dagg zusammen mit ihrer Tochter Mary die Anne Innis Dagg Foundation, deren Zweck der Schutz von Giraffen ist.

### Kampf für Gleichberechtigung in der Wissenschaft
1962 begann Anne Innis Dagg als Teilzeitdozentin an der Waterloo Lutheran University zu unterrichten. Im Jahr 1968 wurde sie als Vollzeit-Assistenzprofessorin im Fachbereich Zoologie an der University of Guelph angestellt. Dagg gab an, ihr sei von Guelph eine Professorenstelle mit der Begründung verweigert worden, dass sie einen Ehemann habe, der sie versorge. Kurz darauf bewarb sie sich um eine Professorenstelle als Biologin in Waterloo. Nachdem sie nicht einmal zu einem Vorstellungsgespräch geladen worden war, fand sie heraus, dass das ausschließlich aus Männern bestehende Einstellungskomitee einen seiner Freunde ausgewählt hatte, der weit weniger Publikationen als Dagg hatte. Sie brachte den Fall vor die Ontario Human Rights Commission und verlor schließlich. Während dieser Zeit bewarb sie sich auch an der University of Western Ontario und der York University und wurde abgelehnt.
In ihren Memoiren beschrieb Anne Innis Dagg den Moment, in dem sie erkannte, dass die Diskriminierung von Frauen in der akademischen Welt nicht nur ihr persönliches Problem war: „Ich wollte […] kämpfen, für Frauen aller Art, für jeden, der unter Tyrannei leidet.“ Ihr Engagement hatte viele Formen, vom Eintreten für Frauen an Universitäten bis zum Verfassen eines Newsletters über sexistische Sprache in der Wissenschaft. 1988 publizierte sie gemeinsam mit Patricia J. Thompson das Buch MisEducation: Women & Canadian Universities. Die Autorinnen wiesen auf  Kursmaterial und Lehrbüchern hin, die auf geschlechtsspezifischen Stereotypen beruhten, auf männliche Kollegen, die sexistische Witze machen, und auf die mangelnde Unterstützung oder Finanzierung von Forscherinnen. 2001 erschien Daggs Nachschlagewerk zu kanadischen Wissenschaftlerinnen The Feminine Gaze: A Canadian Compendium of Non-Fiction Women Authors and Their Books, 1836–1945.

## Ehrungen
2017 erhielt Anne Innis Dagg zusammen mit der Autorin Caroline Fox den Lane Anderson Award für ihr Kindersachbuch 5 Giraffen. Den mit der Auszeichnung verbundenen Preis in Höhe von 10.000 $ spendete sie für den Schutz der Giraffen. Im Jahr 2019 wurde Dagg in Anerkennung ihrer Beiträge zur kanadischen Zoologie zum Ehrenmitglied der Canadian Society of Zoologists ernannt.
2020 wurde Dagg zum Mitglied des Order of Canada ernannt.

## Persönliches
Anne Innis Dagg war ab 1957 verheiratet mit Ian Ralph Dagg (1928–1993) in 1957. Ian Dagg lehrte von 1959 bis 1993 an der Universität von Waterloo im Fachbereich Physik und war von 1988 bis 1993 Vorsitzender des Fachbereichs. Das Paar hatte drei Kinder.

## Publikationen (Auswahl)
- Mit J. Bristol Foster: The Giraffe: Its Biology, Behavior, and Ecology. Van Nostrand Reinhold Co, New York 1976 (englisch).
- Wildlife Management in Europe. Otter Press, Waterloo, Ont. 1977 (englisch).
- Harems and Other Horrors: Sexual Bias in Behavioral Biology. Waterloo, Ont. 1983 (englisch).
- The Feminine Gaze: A Canadian Compendium of Non-Fiction Women Authors and Their Books, 1836–1945. Wilfrid Laurier University Press, 2001, ISBN 978-0-88920-355-6 (englisch).
- Pursuing Giraffe: A 1950s Adventure. Wilfrid Laurier U. Press, Waterloo, Ont. 2006, ISBN 978-0-88920-463-8 (englisch).
- Animal Friendships. Cambridge U. Press, New York 2011, ISBN 978-1-139-50132-3 (englisch).
- Giraffe: Behavior, and Conservation. Cambridge U. Press, New York 2014, ISBN 978-1-107-03486-0 (englisch).
- Smitten By Giraffe: My Life as a Citizen Scientist. McGill-Queen's University Press, Montreal 2016, ISBN 978-0-7735-4799-5 (englisch).